# ميشيل موسر
ميشيل موسر هي لاعبة كرلنغ سويسرية، ولدت في 14 فبراير 1979 في غلروس في سويسرا.

## وصلات خارجية
- ميشيل موسر على موقع الاتحاد الدولي للكرلنغ (الإنجليزية)
- ميشيل موسر على موقع اللجنة الأولمبية الدولية (الإنجليزية)
- ميشيل موسر على موقع أوليمبيديا (الإنجليزية)